# Gnophomyia stenophallus
Gnophomyia stenophallus is een tweevleugelige uit de familie steltmuggen (Limoniidae). De soort komt voor in het Neotropisch gebied.